# Динитцен, Ким Бак
Ким Бак Динитцен (дат. Kim Bak Dinitzen; род. 24 октября 1963) — датский виолончелист.
Получил в конце 1980-х гг. ряд наград на международных конкурсах. В 1988 г. дебютировал в Нью-Йорке, получив, однако, резко отрицательный отзыв критики. Солист Датской королевской капеллы. В настоящее время также преподаёт в Великобритании.
Записал альбом со всеми камерными произведениями для виолончели Бенджамина Бриттена, в котором критик Джозеф Стивенсон отмечал «ясное и мощное представление архитектоники этой музыки». Среди других записей Динитцена — произведения Шумана, Брамса, Форе, Рихарда Штрауса и др. Наиболее частыми партнёрами его выступают пианистка Элизабет Вестенхольц и скрипач Николай Мадоев.